# Кварцовий пісок

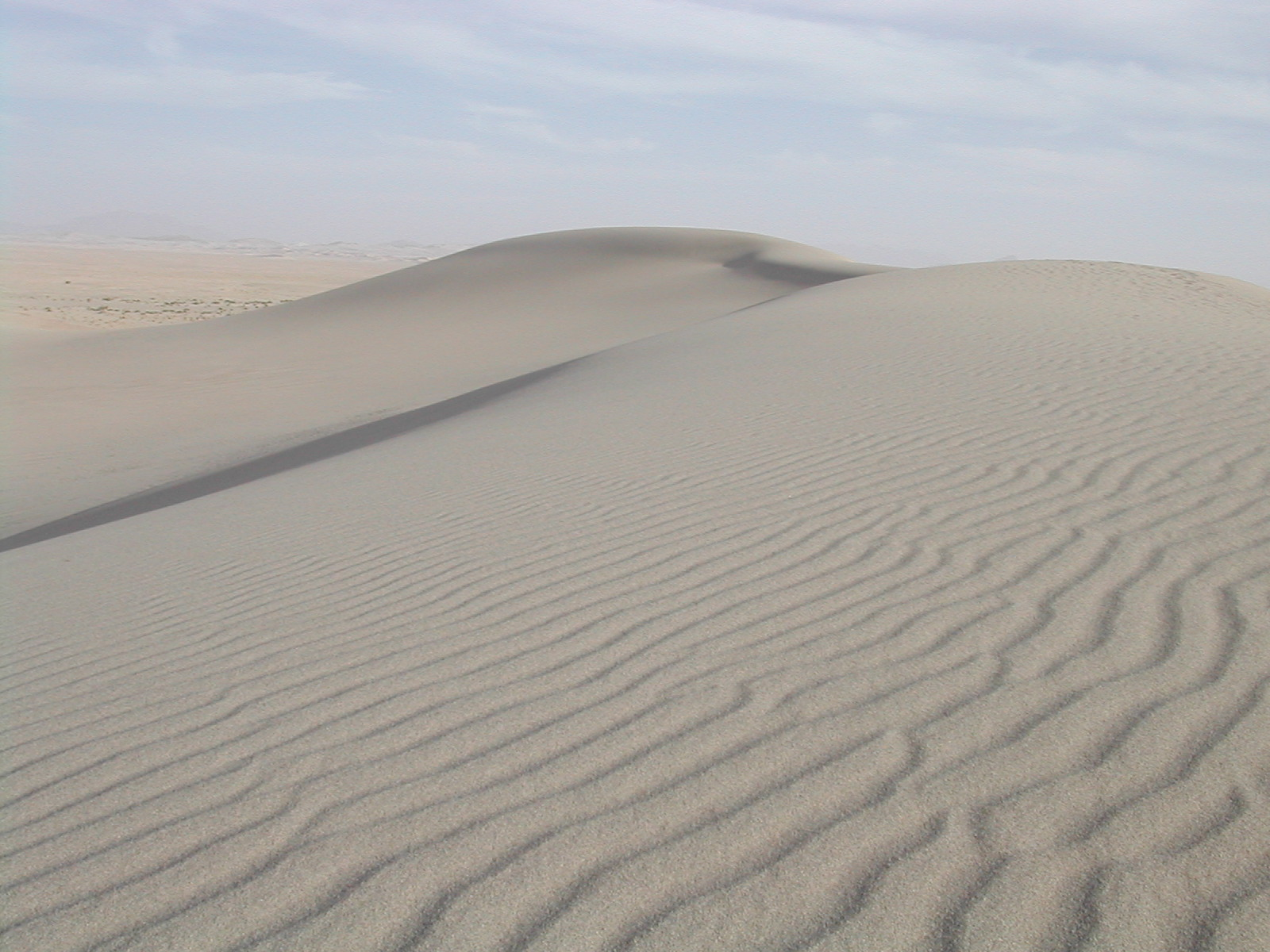
Піщані кварцові дюни (SiO_{2})

Кварцовий пісок — пісок, що складається більше ніж на 90 % з уламків кварцу. Як правило, форма зерен добре обкатана. Матеріал добре відсортований, однорідний. Пісок кварцовий характерний для платформних районів. Утворюється як в умовах жаркого вологого клімату за рахунок перевідкладення продуктів глибокого хімічного вивітрювання материнських порід, так і безвідносно до клімату при тривалому перевідкладенні піщаного матеріалу або при формуванні осадів за рахунок розмивання більш древніх кварцових пісків (пісковиків).

## Використання
Кварцові піски використовуються для виробництва скла (30—38 % від усього видобутку), як формувальні піски при литті металів, а також для виготовлення бетону і штукатурок.

## Поширення
У світі наприкінці XX ст. видобувалося понад 140 млн т кварцового піску щорічно. Найбільший обсяг видобутку — у США — 27—28 млн т на рік. Німеччина, Франція, Австралія, Іспанія видрбувають 6—7 млн т на рік, Велика Британія, Нідерланди, Бразилія, Італія, Бельгія, Канада, ПАР — 2 — 4 млн т.

### Україна
В Україні Державним балансом запасів враховано 28 родовищ кварцового піску, з яких розробляються 11. Всього запасів категорії А+В+С1 в Україні близько 232,4 млн тонн, С2 — 15,2 млн тонн. З них розробляються 65,4 млн тонн. Унікальним за якістю піску є Новоселківське родовище, на базі якого працює Новоселківський ГЗК.